# Sikenička
Sikenička é um município da Eslováquia, situado no distrito de Nové Zámky, na região de Nitra. Tem 13,92 km² de área e sua população em 2018 foi estimada em 428 habitantes.

## Demografia
| Ano:        | 1994 | 2004   | 2014   | 2024   |
| ----------- | ---- | ------ | ------ | ------ |
| Broj ljudi: | 502  | 467    | 446    | 432    |
| Razlika:    |      | -6,97% | -4,49% | -3,13% |

| Ano:               | 2023 | 2024   |
| ------------------ | ---- | ------ |
| Número de pessoas: | 436  | 432    |
| Diferença:         |      | -0,91% |